# 돈막항
돈막항은 경상남도 고성군 동해면 외산리에 있는 어항이다. 2002년 8월 6일 어촌정주어항으로 지정하여 관리하고 있다. 시설관리자는 고성군수이다.

## 어항 구역
- 수역: 돈막마을 입구 선착장에서 동쪽 신방파제를 연결한 선내수면
- 육역: 경남 고성군 동해면 외산리 920-14번지 외 7필지

## 어항 시설
- 호안 163m, 선착장 196m

## 주요 어종
- 굴, 대구, 감성돔, 도다리, 갯가재, 물매기, 바지락 등